# 榮誥
榮誥（1822年—？），字紫封，号凤楼，博尔济吉特氏，内务府蒙古正白旗人。道光己酉举人，咸丰癸丑进士。官至笔帖式，直隶候补同知。
榮誥出身晚清著名的内务府世家“荣尹家”，弟弟荣廷在光绪17年外放苏州织造，官至内务府坐办堂郎中。